# Borris-in-Ossory
Borris-in-Ossory (Buiríos Mór Osraí en irlandais, qui signifie « le grand bourg d'Ossory » ou « le bourg d'Osraige ») est une petite commune située à l'ouest du comté de Laois en Irlande, à proximité de la frontière avec le Tipperary.
Le village de Borris-in-Ossory comptait 629 habitants en 2022.
Le centre du village se compose de la rue principale et comprend des commerces, des institutions, des établissements d'enseignement et des habitations. Les bâtiments emblématiques sont l'église romane de l'Église d'Irlande Saint-Marc, construite vers 1870, avec un clocher de style tour ronde, et l'église Saint-Canice (catholique), et l'ancien palais de justice.